# パール・S・バック
パール・サイデンストリッカー・バック（Pearl Sydenstricker Buck、中国名：賽珍珠、1892年6月26日 - 1973年3月6日）は、アメリカの小説家。南長老ミッション派宣教師の両親と中国に渡り、そこで育つ。処女作『東の風・西の風』に続き、1931年に代表作『大地』を発表して1932年にピュリッツァー賞を受賞。『大地』は『息子たち』『分裂せる家』とともに三部作を成す。1938年にノーベル文学賞を受賞した。

## 経歴
1892年、パール・コンフォート・サイデンストリッカー（Pearl Comfort Sydenstricker）としてウェスト・バージニア州ヒルスボロで生まれ、生後3ヶ月で宣教師である父アブサローム・サイデンストリッカー、母キャロライン・サルティングとともに中国江蘇省の鎮江に渡った。英語と中国語の両言語を話すバイリンガルとして育った。中国名：賽珍珠（サィ・チンシュ）。バックの7人の兄弟姉妹のうち、4人は幼少時に疫病で亡くなった。バックは「生まれと祖先に関しては私は米国人だが、同情と感覚において私は中国人だ」と語っている。
幼いころは自分を中国人だと信じて育ったバックだが、1911年、大学教育を受けるためにアメリカに帰国してランドルフ・メイコン女子大学に入学した。1914年の卒業後、母の病気の知らせを受けて宣教師として中国に戻る。1917年、南京大学で教鞭を執っていた農業経済学者兼宣教師のジョン・ロッシング・バックと結婚し一時南京大学、南東大学で英文学を講義する。1926年、一時帰国してコーネル大学で修士号を取得した。1927年に南京事件に遭遇し、日本の雲仙に一時難を避けた。この後中国に戻った彼女は本格的な執筆活動を開始する。
1930年、最初の小説である『東の風、西の風（East Wind, West Wind ）』を発表。1931年、二作目『大地（The Good Earth）』が大ベストセラーとなり、1932年のピューリッツァー賞をとる。しかし同年、ニューヨークの講演が原因で長老派伝道委員から非難され、宣教師の地位を辞した。1934年、中国を離れ、半生を過ごしたその地に二度と戻ることはなかった。1935年、ジョン・ロッシング・バックと離婚。すぐに出版エージェントであったリチャード・ウォルシュと再婚する。1938年、『大地』の業績によってノーベル文学賞を受賞する。これは、スウェーデンの探検家・学者スヴェン・ヘディンの推薦によるものである。
最初の夫との間に知的障害を持つ一人娘キャロルがいるほか、その後は子どもの産めない身体になったために、6人の孤児を養子として自らの手で育てた。リチャードとともに国際的な人種を問わない養子仲介機関であるウェルカム・ハウス（Welcome House）も設立している。また、リチャードの死後、自分の娘達の若きダンス教師であったセオドア・ハリスと再婚し、彼とともに米国人とアジア人との混血の寄る辺のない子供達を教育するためにパールバック財団を設立した。1970年、セオドアとも離婚して、晩年はヴァーモント州で隠遁生活を送った。
多くの小説やノンフィクションの他に、児童書や絵本も執筆した。谷本清の広島における平和活動への支援もおこなった。

## その他
- 1960年（昭和35年）5月24日、自作の『The Big Wave』がテレビドラマ化されて4年が経ち、映画化（『大津波（英語版）』[1]）に向けて撮影のために来日し、同月末、夫の死の報せで一時帰国、再来日し、12月まで滞在した[2]。

## 日本語訳
- 『水滸伝』“ALL MEN ARE BROTHERS”
  - 水滸伝 対訳 小宮山凡禅, 西村隆三郎重訳.ヘラルド雑誌社, 1939

### 小説
- 『東の風・西の風』 East Wind:West Wind (1930)
  - 深沢正策訳.第一書房 1938
- 『大地』 The Good Earth (1931)
- 『息子たち』 Sons (1932)
- 『分裂せる家』 A House Divided (1935)
- 『大地の家』 The House of Earth (1935)
  - 「大地」「息子たち」「分裂せる家」を収録
- 『若き革命家』The Young Revolutionist (1932)
  - 『若き支那の子』宮崎玉江訳.新潮社, 1938 「若き革命家」
- 『母』 The Mother (1933)
  - 深沢正策訳 第一書房、1936
  - ザ・マザー 青山静子訳.菁柿堂,1986.11.
- 『第一夫人』 First Wife and Other Stories (1933)
  - 本間立也訳.改造社 1938
- 新らしきもの古きもの 松本正雄,片岡鉄兵訳 六芸社 1938
  - 深澤正策訳 河北書房、1942
- 王龍 松本正雄訳.興亜書房 1939
- 『この心の誇り』 This Proud Heart (1938)
  - 鶴見和子訳 実業之日本社、1940
  - この心の矜り 鶴見和子訳.ダヴィッド社,1954.
- ありのまゝの貴女 Stay as You Are 新居格訳 ノーベル賞文学叢書 今日の問題社、1940
- 『愛國者』The Patriot (1939)
  - 内山敏訳 改造社,1939
  - 『日中にかける橋』河内博吉訳.原書房,1972.
- 山の英雄 Other Gods: An American Legend 葦田坦訳.改造社 1940
- 『支那の空』 China Sky (1941)
  - 中里廉訳.青磁社 1941
- 『ドラゴン・シード 大地とともに生きた家族の物語』 Dragon Seed (1942)
  - 龍子 新居格訳.労働文化社,1950.
  - 川戸トキ子訳.原書房,1995.10.
- 『結婚の横顔』 Portrait of a Marriage (1945)
  - 竹村健一訳.ダヴィッド社,1956.
- 『牡丹の恋』 Peony (1948)
  - 河村皎訳.嫩草書房,1951.
- 『つなみ』 The Big Wave (1948)
  - 黒井健訳.径書房, 2005
- 『郷土』 Kinfolk (1949)
  - 石川欣一訳.毎日新聞社 1949
- 『愛の苦悩と放浪』 The Long Love (1949)
  - 小林智賀平訳.新潮社,1955.
- 『神の人々』 God's Men (1951)
  - 石垣綾子訳.毎日新聞社,1952
- 『隠れた花』 The Hidden Flower (1952)
  - 小林政子訳.国書刊行会, 2014
- 女 大久保忠利訳.中央公論社,1953.
- 『北京からの便り』 Letter from Peking (1957)
  - 高橋正雄訳.三笠書房,1958.
- 『神の火を制御せよ 原爆をつくった人びと』 Command the Morning (1959)
  - 丸田浩監修 小林政子訳.径書房,2007.7.
- 『生きている葦』 The Living Reed (1963)
  - 『生きる葦』水口志計夫訳 学習研究社, 1965.
- 『愛になにを求めるか』 The Goddess Abides (1972)
  - 岡本浜江訳 角川文庫、1974
- 『わが心のクリスマス』 Once Upon a Christmas (1972)
  - 磯村愛子訳.女子パウロ会,1999.10.
- 『愛に生きた女たち』 Secret of the Heart (1976)
  - 岡本浜江訳 角川文庫、1978.10.
- 『終わりなき探求』 The Eternal Wonder。2013年に発見された遺作
  - 戸田章子訳 国書刊行会 (2019)

### ノンフィクション
- 『戦う天使』Fighting angel (1936)
  - 戦へる使徒 深沢正策訳.第一書房, 1936
  - 霊と肉 第1-2部 深沢正策訳.河出書房, 1941
  - 天使 内山敏訳.改造社, 1941
  - 天使・新しい道 高野フミ, 石井貞修訳.英宝社,1957.
- 教へ,天使,処女懐胎(阪田勝三訳) 南雲堂、1960
- 『母の肖像』The Exile:Portrait of an American Mother (1936)
  - 深沢正策訳.第一書房 1938
  - 母の生活 村岡花子訳.第一書房 1940 「母の肖像」新潮文庫
  - 飛田茂雄訳.角川文庫 1965
  - 佐藤亮一訳 キリスト教文学の世界 主婦の友社、1977
- アジヤの友へ アメリカ人の生活と国民性について 石川欣一訳.毎日新聞社, 1946
- 『母よ嘆くなかれ』 The Child Who Never Grew (1950)
  - 松岡久子訳.法政大学出版局,1950.
  - 伊藤隆二訳 法政大学出版局、1993
- 『男と女』Of Men and Women (1941)
  - 『男とは女とは』石垣綾子訳.新評論社,1953 『若き女性のための人生論』角川文庫
  - 男と女 堀秀彦訳.文芸出版,1954.
- 『黙つてはいられない』（エズランダ・グード・ロウブスンとの共著） American Argument (1949)
  - 鶴見和子訳.新評論社,1953.
- 私の歩んだ世界 吉武好孝,新庄哲夫訳.「現代アメリカ文学選集」荒地出版社、1956
- 『過ぎし愛へのかけ橋』 A Bridge for Passing (1961)
  - 竜口直太郎訳.河出書房新社,1963.
- 『私の見た日本人』 The People of Japan (1966)
  - 小林政子訳.国書刊行会, 2013 - 写真多数
- 『娘たちに愛をこめて パール・バックの結婚入門』 To My Daughters With Love Words To Women (1967)
  - 木村治美訳.三笠書房,1983.11. のち知的生きかた文庫
- 『ケネディ家の女性たち』 The Kennedy Women (1970)
  - 佐藤亮一訳. 主婦の友社、1970
- 『私の見た中国』 China as I See It (1970)
  - 佐藤亮一, 佐藤喬訳. ぺりかん社、1971
- 『聖書物語』 The Story Bible (1971)
  - ストーリー・バイブル 聖書物語 刈田元司訳.主婦の友社,1972.「聖書物語」現代教養文庫
- 『中国の過去と現在』 China Past and Present (1972)

### 児童書・絵本
- 『水牛飼いの子供たち』 The Water-Buffalo Children (1943)
  - 柴田徹士訳 文祥堂 1949
- 『つなみ』The Big Wave (1947)
  - 『大津波』北面ジョーンズ和子, 小林直子,滝口安子,谷信代,弘中啓子訳.トレヴィル、1988 「つなみ」径書房,2005.2
- 『さよならなんかいや!』 Beech Tree (1954) The Christmas Ghost (1960)
  - 井上千賀子訳 旺文社 1977.2.
- 『三つの小さなクリスマス』 The Christmas Miniature (1957)
  - 井上千賀子訳 旺文社、1978

## 伝記など
- 鶴見和子『パール・バック』岩波新書 1953.
- 稲沢秀夫『アメリカ女流作家論 キャザー、バック、マッカラーズの世界』審美社 1978.4.
- ピーター・コン『パール・バック伝 この大地から差別をなくすために』丸田浩 ほか訳.舞字社 2001.10.
- 松坂清俊『知的障害の娘の母:パール・バック ノーベル文学賞を超えて』文芸社 2008.9.
- 佐川陽子『パール・バックと日本　日本人が知らないパール・バックとその世界』国書刊行会 2023.